# Sean Kilpatrick
Sean Redell Kilpatrick (ur. 6 stycznia 1990 w Yonkers) – amerykański koszykarz, występujący na pozycji rzucającego obrońcy, obecnie zawodnik Hapoelu Jerozolima.
W 2014 roku reprezentował podczas letniej ligi NBA w Las Vegas barwy zespołu Philadelphia 76ers, natomiast rok później Milwaukee Bucks.
12 stycznia 2016 podpisał 10-dniowy kontrakt z zespołem Denver Nuggets. 23 stycznia podpisał drugi identyczny kontrakt z drużyną z Kolorado. Po jego wygaśnięciu zespół z Denver nie podpisał z Kilpatrickiem kontraktu na resztę sezonu. 2 lutego 2016 został ponownie pozyskany przez Delaware 87ers. 28 lutego 2016 podpisał 10-dniową umowę z zespołem Brooklyn Nets, a 9 marca kolejną.
7 grudnia 2017 został zwolniony przez zespół z Brooklynu. 18 grudnia zawarł umowę z Milwaukee Bucks na występy zarówno w NBA oraz zespole G-League – Wisconsin Herd. 2 marca 2018 został zwolniony. 4 marca podpisał 10-dniową umowę z Los Angeles Clippers, a następnie 14 marca kolejną. 26 marca został zawodnikiem Chicago Bulls. 12 lipca 2018 został zwolniony.
8 stycznia 2019 dołączył do greckiego Panathinaikosu Superfoods Ateny.
20 lipca 2020 zawarł kontrakt z tureckim Tofaşem Bursa.
25 sierpnia 2021 został zawodnikiem izraelskiego Hapoelu Jerozolima.

## Osiągnięcia
Stan na 26 sierpnia 2021, na podstawie, o ile nie zaznaczono inaczej.
NCAA
- Uczestnik rozgrywek Sweet Sixteen turnieju NCAA (2012)
- 4-krotny uczestnik turnieju NCAA (2011, 2012, 2013, 2014)
- Mistrz sezonu zasadniczego konferencji American Athletic (2014)
- Zaliczony do:
  - I składu:
    - All-AAC (2014)
    - pierwszoroczniaków AAC (2011)
    - turnieju:
      - AAC (2014)
      - Global Sports Classic (2013)

  - II składu:
    - All-American (2014)
    - All-Big East (2012, 2013)
- Lider[18]:
  - strzelców konferencji AAC (2014)
  - w liczbie celnych i oddanych rzutów za 3 punkty konferencji AAC (2012, 2014)

Drużynowe
- Mistrz Grecji (2019)
- Zdobywca pucharu:
  - Grecji (2019)
  - Czarnogóry (2020)

Indywidualne
- 2-krotny Zawodnik Tygodnia D-League (30.11.2015, 14.12.2015)
- Zaliczony do III składu D-League (2016)[19]

Reprezentacja
- Uczestnik Uniwersjady (2013 – 9. miejsce)